# 243. (Württembergische) Infanterie-Division
Die 243. (Württembergische) Infanterie-Division war ein Großverband der Württembergischen Armee im Ersten Weltkrieg.

## Geschichte
Mit Ausbruch des Ersten Weltkrieges im August 1914 wurde die 8. Ersatz-Division als preußischer Verband aufgestellt. Die Aufstellungsphase fand mit der Zusammenziehung aller Truppenteile am Abend des 17. August 1914 in Saarbrücken ihr Ende.
Am 13. Januar 1917 befahl die Oberste Heeresleitung (OHL) einen Württ. Pionierstab aufzustellen, dem die Pionier-Kompanien Nr. 253 und 306, die Minenwerfer-Kompanie Nr. 162 und der Württ. Scheinwerfer-Zug Nr. 248, sowie zwei weitere schwere Festungsscheinwerferzüge, ein Abschnitts-Ingenieur mit Bauabteilungen, Förderbahn-, Wegebau-, Wasserleitungskommandos, Sägewerke und Starkstrombau- und Betriebskommandos unterstellt wurden.
Mit Verfügung des Württembergischen Kriegsministeriums vom 7. Februar 1917 wurde die Division in 8. (Württ.) Ersatz-Division umbenannt und mit Verfügung vom 22. März 1917 erhielt sie zum 1. April 1917 ihre endgültige Bezeichnung 243. (Württ.) Infanterie-Division.

### Garnisonen
Als Kriegsformation aufgestellt, hatte die Division keine Friedensgarnison.

### Gefechtskalender

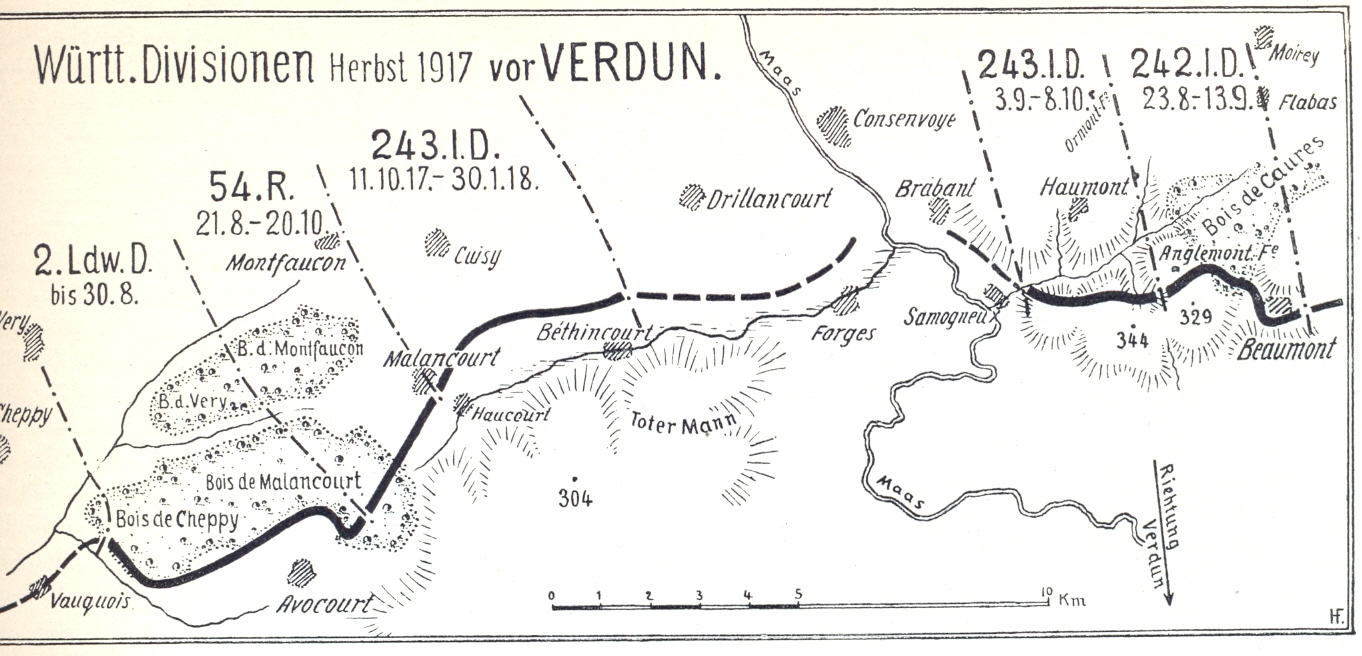
Die 243. (Württ). Infanterie-Division vor Verdun 1917

Die Division wurde ausschließlich an der Westfront eingesetzt.
Vom 20. bis 22. August 1914 Teilnahme an der Schlacht in Lothringen und vom 22. August bis 14. September an der Schlacht vor Nancy-Épinal. Ab 13. September 1914 Kämpfe im Priesterwald und Kämpfe bei Remenauville, Regnièville, Féy, dabei vom 17. bis 27. September Gefechte am Delmer Rücken. Ab 18. September Kämpfe zwischen Maas und Mosel, dabei vom 21. bis 23. Oktober Gefechte am Mort-Mare, vom 1. bis 2. November Gefechte bei Norrey und vom 7. bis 10. Dezember Gefechte im Priesterwald.
Bis 6. Mai 1915 Kämpfe im Priesterwald, dabei vom 17. bis 25. Januar Gefechte am Croix des Carmes, vom 16. bis 17. Februar Gefechte am Croix des Carmes, vom 30. März bis 15. April Gefechte im Priesterwald und vom 31. März bis 7. April Gefechte bei Regniéville-Fey. Kämpfe bei Remenauville, Regnièville, Fey, dabei am 4. Juli bei Fey. Bis 20. Februar 1916 Kämpfe zwischen Maas und Mosel.
Vom 21. Februar bis 25. August 1916 Kämpfe zwischen Maas und Mosel, dabei vom 2. März bis 6. Oktober Gefechte im Priesterwald. Vom 26. August bis 6. Oktober Stellungskämpfe zwischen Maas und Mosel. Bis 6. Oktober Kämpfe bei Remenauville, Regnièville, Fey. Vom 12. Oktober bis 18. November Schlacht an der Somme. Vom 23. November 1916 bis 23. Februar 1917 Kämpfe im Priesterwald, bei Regniéville und Fey; Stellungskämpfe zwischen Maas und Mosel.

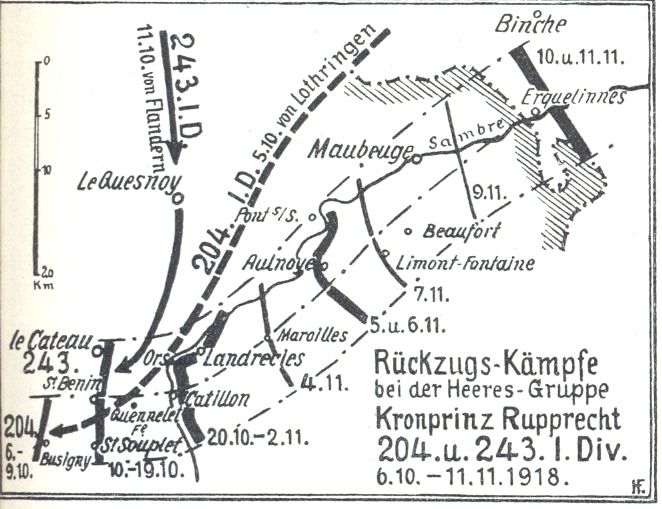
Rückzugskämpfe der 243. (Württ.) Infanterie-Division im November 1918

Bis 1. März 1917 Stellungskämpfe bei Remeanuville, Regniéville und Fey en Haye. Bis 26. August Stellungskämpfe bei Reims. Vom 27. August bis 9. Oktober Abwehrschlacht bei Verdun, anschließend bis 18. März 1918 Stellungskämpfe vor Verdun
Vom 23. März bis 6. April 1918 Große Schlacht in Frankreich, dabei vom 23. bis 26. März Verfolgungskämpfe im Sommegebiet und vom 31. März bis 5. April Kämpfe zur Erzwingung des Avre-Überganges bei Moreuil. Vom 7. April bis 7. August 1918 Kämpfe an der Ancre, Somme und Avre, dabei vom 24. bis 26. April Schlacht bei Villers-Bretonneux, an Luce und Avre. Vom 8. bis 20. August 1918 Abwehrschlacht zwischen Somme und Avre, dabei vom 8. bis 9. August Tankschlacht zwischen Ancre und Avre und vom 10. bis 12. August Schlacht an der Römerstraße. Vom 22. August bis 2. September Schlacht Albert-Péronne. Vom 3. bis 7. September Kämpfe vor der Siegfriedfront. Vom 9. September bis 6. Oktober Stellungskämpfe in Lothringen und in den Vogesen. Vom 6. bis 13. Oktober Abwehrschlacht in Flandern. Vom 13. Oktober bis 4. November Kämpfe vor und in der Hermannstellung. Vom 5. bis 11. November Rückzugskämpfe vor der Antwerpen-Maas-Stellung. Ab 12. November Räumung des besetzten Gebietes und Marsch in die Heimat.

## Organisation

### Verbandszugehörigkeit
Die Division wurde nach der Aufstellung dem XXI. Armee-Korps unterstellt und war damit Teil der 6. Armee. Gegen Ende 1914 wechselte es zum XIV. Armee-Korps und wurde Mitte Dezember der Armeeabteilung Strantz unterstellt.
Dort verblieb die Division mehr als 21 Monate, bis sie Anfang Oktober 1916 zur Gruppe D (von Garnier) der 1. Armee an die Somme verlegt wurde. Bereits Mitte November kehrte sie in ihre alten Stellungen im Bereich der Armeeabteilung C zurück.
Im April 1917 wurde sie an der Aisnefront der Gruppe „Aisne“ (Generalkommando Gardekorps) unter General Quast unterstellt und wurde somit wieder Teil der 1. Armee. Ende August 1917 wechselte die Division zur 5. Armee. Zunächst als Heeresgruppenreserve der Maasgruppe West (Generalkommando VII. Armee-Korps) eingesetzt, wurde sie Anfang September der Maasgruppe Ost (Generalkommando XI. Armee-Korps) zugeteilt. Mitte Oktober trat sie wieder zur Maasgruppe West zurück.
An der Großen Schlacht in Frankreich nahm sie als Korpsreserve des XIV. Armee-Korps teil, trat aber bereits gegen Ende März 1918 wieder unter den Befehl des III. Armee-Korps der 18. Armee. Anschließend beim Generalkommando Nr. 51 der 2. Armee verwendet, wurde sie nach einem kurzfristigen Unterstellungswechsel zum XIV. Armee-Korps Ende April als OHL-Reserve dem XXIII. Reserve-Korps unterstellt. Ab Mitte Mai fand die Division wieder im Bereich der 2. Armee Verwendung, diesmal im Befehlsbereich des XIII. (Königlich Württembergischen) Armee-Korps. Anschließend wechselte sie bis Ende August zum Generalkommando Nr. 54. Ende August wurde sie als Eingreifdivision dem XI. Armee-Korps unterstellt, später dem Generalkommando Nr. 51, das den Abschnitt des XI. Armee-Korps übernommen hatte. Anfang September war sie dem IV. Reserve-Korps unterstellt, das den Abschnitt des Generalkommandos Nr. 51 übernommen hatte. Im September verlegte die Division ins Elsass zum X. Armee-Korps der Armeeabteilung B. Dort verblieb sie jedoch nur sehr kurz. Bereits Ende September erfolgte der Abtransport nach Flandern zur Heeresgruppe „Kronprinz Rupprecht“, zunächst als Heeresgruppenreserve und Eingreifdivision zum X. Reserve-Korps. Mitte Oktober verließ der Verband Flandern wieder und wurde dem Generalkommando Nr. 51 in der Hermannstellung südlich von Le Cateau unterstellt. Damit kehrte er zur 2. Armee zurück. Ab 2. November als Armeereserve im Raum Aulnoye eingesetzt, war die Division bis zum Waffenstillstand in heftige Rückzugskämpfe verwickelt.

### Gliederung

#### Kriegsgliederung im August 1914
- Divisionsstab
- 29. gemischte Ersatz-Brigade[A 1]
  - Brigade-Ersatz-Bataillon Nr. 29[A 2]
  - Brigade-Ersatz-Bataillon Nr. 30[A 3]
  - Brigade-Ersatz-Bataillon Nr. 31[A 4]
  - Brigade-Ersatz-Bataillon Nr. 32[A 5]
  - Brigade-Ersatz-Bataillon Nr. 80[A 6]
  - Brigade-Ersatz-Bataillon Nr. 86[A 7]
  - Kavallerie-Ersatz-Abteilung Bonn/VIII. Armee-Korps
  - Ersatz-Abteilung des 2. Rheinischen Feldartillerie-Regiments Nr. 23[A 8]
  - Ersatz-Abteilung des Trierschen Feldartillerie-Regiments Nr. 44[A 9]
- 41. gemischte Ersatz-Brigade[A 10]
  - Brigade-Ersatz-Bataillon Nr. 41[A 11]
  - Brigade-Ersatz-Bataillon Nr. 42[A 12]
  - Brigade-Ersatz-Bataillon Nr. 49[A 13]
  - Brigade-Ersatz-Bataillon Nr. 50
  - Kavallerie-Ersatz-Abteilung Darmstadt/XVIII. Armee-Korps
  - Ersatz-Abteilung des 1. Großherzoglichen Hessischen Feldartillerie-Regiments Nr. 25[A 14]
  - Ersatz-Abteilung des 2. Unter-Elsässischen Feldartillerie-Regiments Nr. 67
  - 1. Ersatz-Kompanie des 1. Nassauischen Pionier-Bataillons Nr. 21
- 51. (Württ.) gemischte Ersatz-Brigade
  - Württ. Brigade-Ersatz-Bataillon Nr. 51
  - Württ. Brigade-Ersatz-Bataillon Nr. 52
  - Württ. Brigade-Ersatz-Bataillon Nr. 53
  - Württ. Brigade-Ersatz-Bataillon Nr. 54
  - Kavallerie-Ersatz-Abteilung Ludwigsburg/XIII. (Königlich Württembergisches) Armee-Korps
  - 1. Ersatz-Abteilung/Feldartillerie-Regiment „Prinzregent Luitpold von Bayern“ (2. Württembergisches) Nr. 29
  - 1. Ersatz-Abteilung/4. Württembergisches Feldartillerie-Regiment Nr. 65[2]

#### Kriegsgliederung vom 24. März 1918
- Divisionsstab
- 247. (Württ.) Infanterie-Brigade

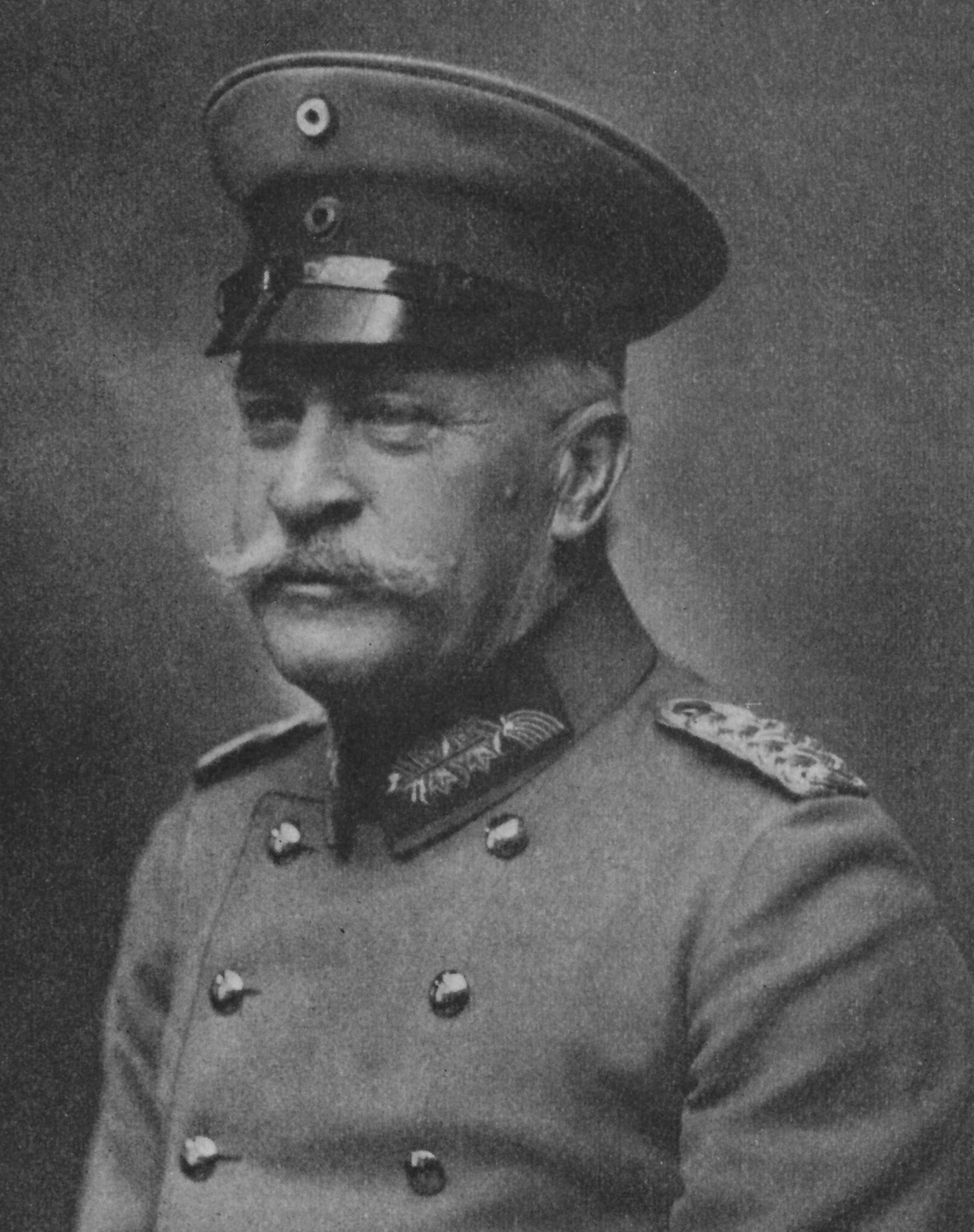
Der letzte Divisionskommandeur Generalleutnant z.D. Friedrich von Schippert.

  - Füsilier-Regiment „Kaiser Franz Josef von Österreich, König von Ungarn“ (4. Württembergisches) Nr. 122
  - Württ. Infanterie-Regiment Nr. 478
  - Württ. Infanterie-Regiment Nr. 479
  - MG-Scharfschützen-Abteilung Nr. 77
  - 3. Eskadron / Ulanen-Regiment „König Karl“ (1. Württembergisches) Nr. 19
- Württ. Artillerie-Kommandeur Nr. 135
  - Württ. Feldartillerie-Regiment Nr. 238
  - Fußartillerie-Bataillon Nr. 82
- Württ. Pionier-Bataillon Nr. 243
- Württ. Divisions-Nachrichten-Kommandeur Nr. 243

### Kommandeure
| Dienstgrad            | Name                    | Datum                                |
| --------------------- | ----------------------- | ------------------------------------ |
| Generalleutnant       | Friedrich von Hausmann  | 02. August bis 1. September 1914     |
| Generalleutnant       | Hermann Kosch           | 02. September 1914 bis 5. April 1915 |
| Generalleutnant       | Friedrich von Hausmann  | 06. April bis 21. April 1915         |
| Generalmajor          | Karl von Stumpff        | 22. April 1915 bis 1. Januar 1917    |
| Generalleutnant       | Hans von Leyser         | 02. Januar bis 2. Februar 1917       |
| Generalleutnant z. D. | Friedrich von Schippert | 09. Februar 1917 bis Januar 1919     |

## Sonstiges

### Gefechtswert
1917 schätzten die Alliierten die Truppenteile der Division grundsätzlich als gut ein. Um die Jahreswende 1917/18, nach den verlustreichen Kämpfen vor Verdun, sank ihre Kampfkraft und sie wurde als mittelmäßig beurteilt.
Aufgrund der weiteren, heftigen Verluste im Laufe des Jahres 1918 sank die Kampfkraft der Division erneut merklich ab und die Alliierten bewerteten sie nunmehr als drittklassig. So betrug Ende Oktober 1918 die Gefechtsstärke der Regimenter Nr. 122 noch 390 Mann, Nr. 478 noch 429 Mann und Nr. 479 364 Mann. Insgesamt wurde ihr jedoch ein lobenswerter Einsatz an den zumeist sehr umkämpften Frontabschnitten bescheinigt.

## Verweise